# 庄希泉
庄希泉（1888年9月9日—1988年5月14日），男，祖籍福建安溪，生于福建厦门，新加坡歸僑，中华人民共和国政治人物，原副国级领导人。

## 生平
庄希泉早年加入同盟会，并在新加坡组织发动民众活动。1925年，组织“厦门国民外交后援会”，发动抵抗日货，被日军逮捕。1931年九一八事变后，他在上海、菲律宾组织《前驱日报》宣布抗日，再次被日军逮捕，此后被释放。1937年，他在香港主持闽台抗日救亡同志会，宣传抗日。1941年，日军侵占香港期间，他被中共中央南方局营救转移到广西桂林，随后他重新发起闽台协会。
中华人民共和国成立后，他担任了第三届、第四届、第五届全国人民代表大会常务委员会委员，第五届、第六届中国人民政治协商会议全国委员会副主席。